# Барбоза, Лукас Энрике
Лукас Энрике Барбоса (порт. Lucas Henrique Barbosa; род. 22 февраля 2001, Бебедору, Сан-Паулу), более известный, как Лукас Барбоса (порт. Lucas Barbosa) — бразильский футболист, полузащитник клуба «Сантос».

## Клубная карьера
Барбоса — воспитанник клуба «Сантос». 19 апреля 2021 года в матче Лиги Паулиста против «Интернасьонал Лимейра» он дебютировал за основной состав. 27 февраля 2022 года в поединке против «Гремио Новуризонтино» Лукас забил свой первый гол за «Сантос». 9 апреля в матче против «Флуминенсе» он дебютировал в бразильской Серии А. 19 мая в поединке Южноамериканского кубка против чилийского «Унион Ла-Калера» Лукас отметился забитым мячом.